# RTS-Monton Racing/Saison 2016
Dieser Artikel listet Erfolge und Fahrer des Radsportteams RTS-Monton Racing in der Saison 2016 auf.

## Erfolge in der UCI Asia Tour
In den Rennen der Saison 2016 der UCI Asia Tour gelangen die nachstehenden Erfolge.
| Datum         | Rennen                     | Kat. | Sieger      |
| ------------- | -------------------------- | ---- | ----------- |
| 21. September | 2. Etappe Tour of China II | 2.1  | Tino Thömel |

## Zugänge – Abgänge
| Zugänge              | Team 2015                    | Abgänge              | Team 2016                    |
| -------------------- | ---------------------------- | -------------------- | ---------------------------- |
| Francisco Colorado   | Ningxia Sports Lottery-Focus | Boris Schpilewski    | Unbekannt                    |
| Hossein Jahanbanian  | Tabriz Shahrdari Team        | Jurij Metluschenko   | Jilun Shakeland Cycling Team |
| Mauricio Ortega      | Orgullo Antiqueño            | Wolodymyr Sahorodnij | Unbekannt                    |
| Ilja Dawidenok       | Dopingsperre                 | Ilja Gorodnischew    | Unbekannt                    |
| Carlos Ospina        |                              | Sanghong Park        | LX - IIBS Cycling team       |
| Pedro Herrera        |                              | Mario Rojas          | Unbekannt                    |
| Khalil Khorshid      | Tabriz Shahrdari Team        | Jang Sun-jae         | LX - IIBS Cycling team       |
| Max Walsleben        | Team Stuttgart               | Álvaro Duarte        | Movistar Team America        |
| Amir Farshi Sobhkhiz |                              | Wei Kei Chang        | Unbekannt                    |
| Fu Shiu Cheung       |                              | Chin-lung Huang      | Unbekannt                    |
| Hsiang Yu Chung      |                              | Wen Chung Huang      | Attaque Team Gusto           |
| Chin-lung Huang      |                              | Miguel Angel Reyes   | Unbekannt                    |
|                      |                              | Siang Yu Jhong       | Unbekannt                    |

## Mannschaft
| Name                 | Geburtstag         | Nationalität      |
| -------------------- | ------------------ | ----------------- |
| Hossein Alizadeh     | 24. Januar 1988    | Iran              |
| Fu Shiu Cheung       | 15. Januar 1992    | Hongkong          |
| Wen Yen Chuang       | 16. Dezember 1994  | Chinesisch Taipeh |
| Hsiang Yu Chung      | 30. April 1990     | Iran              |
| Francisco Colorado   | 13. Mai 1980       | Kolumbien         |
| Ilja Dawidenok       | 19. April 1992     | Kasachstan        |
| Pedro Herrera        | 7. Oktober 1986    | Kolumbien         |
| Song Pu Huang        | 22. April 1990     | Chinesisch Taipeh |
| Hossein Jahanbanian  | 2. April 1976      | Iran              |
| Ruslan Karimov       | 22. Mai 1986       | Usbekistan        |
| Khalil Khorshid      | 10. Juni 1988      | Iran              |
| Jia Liang Liu        | 23. September 1994 | Chinesisch Taipeh |
| Víctor Niño          | 6. April 1973      | Kolumbien         |
| Mauricio Ortega      | 22. Oktober 1980   | Kolumbien         |
| Carlos Ospina        | 10. September 1982 | Kolumbien         |
| Farshi Amir Sobhkhiz | 8. Mai 1996        | Iran              |
| Tino Thömel          | 6. Juni 1988       | Deutschland       |
| Max Walsleben        | 23. Juni 1990      | Deutschland       |
| Chien Hsien Yu       | 10. August 1995    | Chinesisch Taipeh |